# TDeK
TDeK (siglas de Terrorismo, Destrucción y Kaos) es un grupo español de hardcore punk fundado en Madrid en octubre de 1983. Hoy son reconocidos como unos de los máximos exponentes del punk underground madrileño y del punk en España durante la década de 1980, así como pioneros en el hardcore nacional.
Estuvieron activos hasta 1990, fecha en la que se disolvieron tras editar Las nuevas aventuras de los Masters TDK, rebautizados para esta ocasión como Masters TDK. Con este trabajo y el anterior, se convirtieron además, en el primer grupo en grabar un álbum de hip hop en España.
En 2005, coincidiendo con la reedición de sus primeros trabajos, se reunieron y giraron por toda la península, hasta su parón en otoño de 2008.
En 2014, con motivo de su 30 aniversario, se vuelven a reunir para preparar temas nuevos y una gira tocando los dos primeros discos durante 2015 y hasta 2017.
En 2019, tras la disolución de Madpunk y el abandono definitivo de los escenarios del guitarra josé mota, Magüu TDK y Danihell se enfrascan en la composición de nuevos temas para un nuevo disco previsto para 2023. 

## Biografía

### Primera época: los años 80
TDeK se formó en 1983 tras la separación de Espasmódicos. Magüu"TDK" Pilarte y José Siemens (exmiembros de Espasmódicos) se juntaron con Alfonso Cronopio, compañero de Magüu en el grupo de punk Cronopio. Como trío (José a la guitarra, Alfonso a la voz y Magüu a la batería) grabaron su primera maqueta en el estudio de Félix Arribas (Pekenikes).
Sus primeras canciones editadas llegaron en 1984, año en que se unió al grupo Manolo Uvi, de La UVI, como bajista. Grabaron un single compartido con Panadería Bollería Nuestra Señora del Karmen (P.B.N.S.K.). El sencillo tenía una cara dedicada a cada grupo. La cara A fue para P.B.N.S.K. y la B para TDeK. Incluyeron las canciones «Israel» (que aparecería más adelante en su primer álbum) e «Interrogatorio» (que lo haría en el segundo).
El cuarteto se consolidó definitivamente con la sustitución de Manolo Uvi por Paco Lanaquera (de P.B.N.S.K.). Con esta formación grabaron sus dos primeros álbumes Esto es una empresa capitalista (1985) y Carnevisión (1986). Ajenos a encorsetarse dentro de la llamada Movida Madrileña, el grupo sufrió la ignorancia de los medios de comunicación y estos dos primeros álbumes pasaron bastante desapercibidos en España. No así en Estados Unidos. Jello Biafra escribió una carta al grupo pidiéndoles el sencillo «La farmacia de mi barrio», y el grupo fue elegido como una de las diez mejores bandas de hardcore del mundo por la emisora TURMOIL, especializada en punk y hardcore.
Alfonso terminó abandonando el grupo, lo que permitió al resto de integrantes lanzarse a una exploración musical que dio como resultado A toda prisa (1987) y Como una pesadilla (1988), álbumes en los que se fueron abriendo a nuevos sonidos. Esta evolución culminó en 1989 con la aparición de Las nuevas aventuras de Masters TDK, el primer álbum de rap editado en España. Para entonces, se renombraron como Masters TDK. Tras la aparición del álbum, TDeK se separaron.

### Reunión
En 2004 actúan en el concierto de presentación del CD de homenaje a Espasmódicos, tras el que Paco y Magüu deciden reformar la banda con Marcos Lustres de The Rejects como guitarrista, posteriormente sustituido por Ricardo Tyrd, guitarrista de Middlefingers.
Su vuelta coincidió con el revival del punk español y la reedición de varios de sus trabajos. Por un lado se editó un box set con sus tres primeros álbumes llamado Discografía básica. Por otro lado, la discográfica Radikal 1977 Records editó varios temas de su primera grabación y el split con P.B.N.S.K.

«Simplemente nos adelantamos a nuestro tiempo. Hoy se nos valora, pero creo que es más por el interés por el pasado que por lo que ofrecemos ahora mismo»
Magüu

La banda estuvo activa actuando en directo por toda España hasta finales de 2008. Además, Munster Records reeditó en vinilo los dos primeros álbumes de la banda.

### 30 Aniversario
Con motivo del 30 aniversario de la formación de TDeK, los miembros de Espasmódicos retoman los temas de los dos primeros discos y junto con otros de Espasmódicos dan un concierto en Artzentales, Bizkaia, como Espasmódicos/TDeK. El éxito es tal que meses después celebran el aniversario y presentación de un disco homenaje a TDeK tocando en Gruta77 ya solo como TDeK, junto con Frecuenzia Fantasma y Las Vecchias.
En 2019, tras la disolución de Madpunk y el abandono definitivo de los escenarios del guitarra, josé mota, Magüu TDK y Danihell se enfrascan en la composición de nuevos temas para un nuevo disco que aparecerá en 2023. 

### Actualidad
En 2023 y coincidiendo con el 40 aniversario de la banda, se encontraban preparando una gira en la que tenían previsto tocar los dos primeros discos íntegros y el nuevo disco programado para salir en los primeros meses de ese año.

## Miembros

### Formación original (1983)
- Alfonso Cronopio - Voz
- Jose - Guitarra
- Magüu TDK - Batería

### Segunda formación (1984)
- Alfonso Cronopio - Voz
- Jose - Guitarra
- Manolo Uvi - Bajo
- Magüu TDK - Batería.

### Tercera formación (1985-1987)
- Alfonso Cronopio - Voz
- Jose - Guitarra
- Paco Lanaquera - Bajo
- Magüu TDK- Batería.

### Cuarta formación (1987-1990)
- Jose - Guitarra
- Paco Lanaquera - Bajo y voz
- Magüu TDK- Batería

### Quinta formación (2005-2007)
- Paco Lanaquera - bajo y voz
- Magüu TDK - batería y voz
- Marcos Lustres - guitarra

### Sexta formación (2007-2008)
- Paco Lanaquera - bajo y voz
- Magüu TDK - batería y voz
- Ricardo Tyrd - guitarra

### Séptima formación  (2014-2015)
- Danihell - Voz
- Magüu TDK - batería y voz
- Jose - guitarra
- Estebandarra - bajo y voz

### Octava formación  (2016-2017)
- Danihell - Voz
- Magüu TDK - batería y voz
- Jose - guitarra
- Estebandarra - bajo y voz
- Goyo Zinc - guitarra

### Novena formación (2019, en activo)
- Magüu TDK - batería y voz
- Arturo- Voz
- Dani 13Bats - guitarra y voz
- Sebass - bajo y voz

## Discografía

### Álbumes
- Esto es una empresa capitalista (La General, 1985). Reeditado en vinilo por Munster Records en 2006.
- Carnevisión (La General, 1986). Reeditado en vinilo por Munster Records en 2006
- A toda prisa (Fonomusic, 1988).
- Como una pesadilla (1988).
- Las nuevas aventuras de los Masters TDK (1989).
- Tan solo 20 bombas (2003). Álbum recopilatorio.
- Discografía básica (Warner, 2005). Box set con los 3 primeros discos remasterizados.
- TDK, 80's in live (Rumble Records, 2006).

### Singles y EP
- «La farmacia de mi barrio» (La General, 1985).
- «Carnevisión» (La General, 1986). Reeditado por Munster en 2006.
- 1984. Primera grabación (Radikal 1977, 2005). Reedición en vinilo rojo de varios temas de su primera maqueta.

### Discos compartidos
- Split con P.B.N.S.K. (π Musikra Records, 1984). Reeditado en vinilo por Radikal 1977 Records en 2005.